# Conocephalus stictomerus
Conocephalus stictomerus är en insektsart som beskrevs av Rehn, J.A.G. och Morgan Hebard 1915. Conocephalus stictomerus ingår i släktet Conocephalus och familjen vårtbitare. Inga underarter finns listade i Catalogue of Life.